# Escola de Treino de Voo de Serviço N.º 8 da RAAF
A Escola de Treino de Voo de Serviço N.º 8 foi uma unidade de treino e instrução da Real Força Aérea Australiana (RAAF) que operou durante a Segunda Guerra Mundial. Foi formada em Dezembro de 1941 e graduou o seu primeiro curso em Março de 1942. Uma de oito escolas de treino de voo de serviço criadas pela RAAF para realizar o treino intermédio e avançado dos novos pilotos australianos, como acordado no Plano de Treino Aéreo da Comunidade Britânica, a escola tinha como casa a Estação de Bundaberg, em Queensland, e operou aviões Avro Anson. Dela foram criados dois esquadrões de patrulha marítima no início de 1943, criados em resposta à crescente actividade de submarinos japoneses na costa leste do continente australiano. Algumas das aeronaves da escola também estiveram destacadas no Exército Australiano entre 1944 e 1945. O último curso foi concluído em Dezembro de 1944, e a escola foi dissolvida em Julho de 1945.

## História
Com o despoletar da Segunda Guerra Mundial, o treino de tripulações da RAAF sofreu um aumento dramático, em resposta à participação da Austrália no Plano de Treino Aéreo da Comunidade Britânica. A instalação de treino de voo que existia antes da guerra, a Escola de Treino de Voo N.º 1 na Base aérea de Point Cook, foi substituída por doze escolas de treino de voo elementar, oito escolas de treino de voo de serviço e uma escola central de voo. Enquanto a Escola de Voo Central formava instrutores de voo, as escolas de treino elementar providenciavam instrução básica, sendo que quem se graduasse nestas escolas poderia avançar para uma escola de treino de voo de serviço para instrução e treino especializado, onde os futuros pilotos se preparariam para serviço operacional a bordo de determinadas aeronaves.
O curso na Escola de Treino de Voo de Serviço N.º 8 consistia tipicamente em duas vertentes, uma intermédia e uma avançada, e incluía técnicas como o manuseamento de instrumentos de voo, voo nocturno, acrobacias aéreas avançadas, voo em formação, bombardeamento de mergulho e manuseamento de armamento aeronáutico. A duração total do treino variou durante a guerra, consoante a necessidade de treino de tripulações aumentava ou diminuía. Inicialmente, o curso tinha a duração de 16 semanas, contudo posteriormente foi encurtado para 10 semanas (que incluíam 75 horas de voo de treino) em Outubro de 1940. Um ano depois foi aumentado para 12 semanas (incluindo 100 horas de voo de treino), sendo aumentado para 16 semanas dois meses depois. A duração do curso continuou constantemente a aumentar, até atingir o pico de 28 semanas em Junho de 1944.

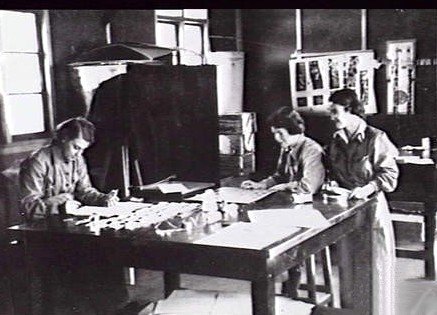
Membros da WAAAF a preparar fotografias de identificação para novo alunos da Escola de Treino de Voo de Serviço N.º 8

A Escola de Treino de Voo de Serviço N.º 8 foi formada na Estação de Bundaberg, em Queensland, no dia 14 de Dezembro de 1941, sob o controlo do Grupo de Treino N.º 2. O seu comandante inaugural foi o Comandante de asa I. C. C. Thomson. Foi reportado que esta escola custou 300 000 libras australianas a ser erigida, e juntou-se à Escola de Treino de Voo Elementar N.º 12, que já estava na estação (embora temporariamente). A escola recebeu as suas primeiras aeronaves em Janeiro de 1942: 27 aviões Avro Anson vindos de outras unidades. Neste mesmo mês, a Escola de Treino de Voo Elementar N.º 12 foi transferida para a sua base permanente, a Estação de Lowood. A média de pilotos que chegavam à escola rondava os 50 por mês, e o primeiro curso de pilotos graduou-se em Março de 1942. Em Julho do mesmo ano, o número total de aeronaves operadas pela escola havia aumentado para 87.
Os acidentes de voo eram frequentes nos estabelecimentos de treino, e a Escola de Treino de Voo de Serviço N.º 8 não era excepção; colisões enquanto circulavam pela pista ou pela taxiway, aterragens de emergência nas imediações da base depois da descolagem e acidentes aquando da aterragem eram todos acidentes regulares. Pelo menos duas aeronaves ficavam danificadas todos os meses no início de 1942. A primeira baixa da escola, contudo, foi devido a afogamento, quando o pessoal da escola foi chamado para prestar apoio às vítimas das inundações locais em Fevereiro, tendo um militar falecido aquando da tentativa de resgate de uma pessoa. No dia 1 de Junho de 1942, um Anson caiu no mar ao largo de Bargara, perto de Bundaberg; o piloto e os tripulantes foram dados como desaparecidos. No dia 5 de Outubro mais três tripulantes faleceram quando foi encontrado um Anson que também havia caído no mar. No dia 25 de Fevereiro de 1943, outro Anson caiu durante um treino de voo nocturno, acidente no qual faleceram ambos os pilotos. A escola sofreu também uma baixa em terra no dia 25 de Abril de 1944, quando um mecânico caminhou em direcção a uma hélice em movimento do avião que ele próprio arranjava. A 8 de Dezembro mais dois pilotos faleceram quando o seu Anson mergulhou até ao solo, aparentemente devido a um problema estrutural.

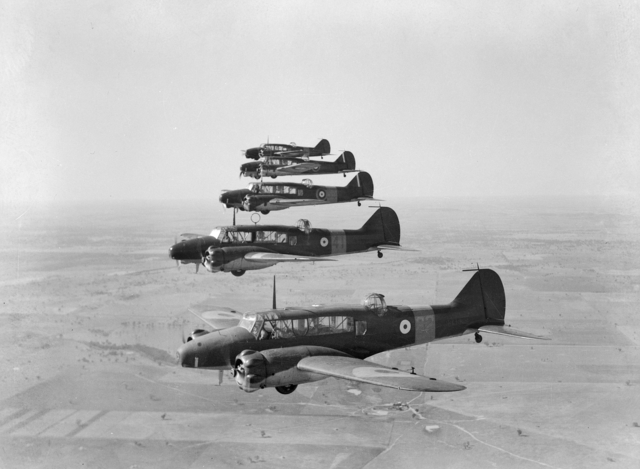
Alunos a pilotar em formação com aviões Avro Anson

O despoletar da Guerra do Pacífico, em Dezembro de 1941, fez com que muitas aeronaves das escolas de treino de voo de serviço passassem a estar classificadas como "Segunda Linha (Reserva)" para a eventual necessidade de defesa do espaço aéreo australiano. Seguindo as directrizes lançadas em Maio de 1942, o Esquadrão N.º 71 foi criado em Bundaberg, usando recursos retirados da Escola de Treino de Voo de Serviço N.º 8. Um dos aviões Anson atribuídos aos esquadrão sofreu um acidente no dia 5 de Junho de 1942, depois de ficar sem combustível durante um voo nocturno em más condições atmosféricas; o piloto e os dois tripulantes acabaram por falecer. Em resposta à actividade de submarinos japoneses na costa leste da Austrália, o governo federal estabeleceu duas unidades de patrulha marítima na primeira metade de 1943 com pessoal e aviões da Escola de Treino de Voo de Serviço N.º 8. O Esquadrão N.º 71 foi formado como uma entidade separada da escola no dia 26 de Janeiro, em Lowood, mantendo destacamentos em Bundaberg e Amberley em Queensland, e Richmond e Coffs Harbour em Nova Gales do Sul. No dia 20 de Maio, o Esquadrão N.º 66 foi criado. Estes dois esquadrões realizaram missões anti-submarino, escolta de comboios navais, busca e salvamento, e missões de cooperação com as forças navais e terrestres. À medida que a actividade submarina foi diminuindo durante a segunda metade de 1943, o pessoal e as aeronaves do Esquadrão N.º 66 foram transferidos para áreas onde a RAAF mais precisava; a unidade foi dissolvida no dia 6 de Janeiro de 1944 e os seus equipamentos e aeronaves foram divididos entre a Escola de Treino de Voo de Serviço N.º 8, a Unidade de Treino Operacional N.º 1 na Base aérea de East Sale, e o Esquadrão N.º 71. Mais tarde o próprio Esquadrão N.º 71 também foi dissolvido, no da 28 de Agosto de 1944.
Um dos pilotos graduados nesta escola em Agosto de 1944 foi David Evans, que mais tarde seria Chefe do Estado-maior da RAAF. A sua cerimónia de graduação foi atrasada um mês porque, conforme Evans descobriu mais tarde, o governo britânico decidiu da noite para o dia, em Abril, que já não precisaria mais de graduados da Austrália, o que deixou a RAAF com um excedente de cerca de 7000 aviadores (pilotos e tripulantes). Com o treino na Escola de Treino de Voo de Serviço N.º 8 a abrandar, em Outubro de 1944 uma empresa civil, a Aircraft Pty Ltd, começou a usar as instalações de Bundaberg para realizar voos entre Brisbane e Rockhampton. No mês seguinte, seis aviões Anson da escola foram destacados para o Exército Australiano, realizando exercícios com as tropas terrestres até Março de 1945. No dia 13 de Dezembro de 1944 graduou-se o ultimo curso na Escola de Treino de Voo de Serviço N.º 8; os restantes pilotos ainda sob instrução foram transferidos para a Escola de Treino de Voo de Serviço N.º 6 na Estação de Mallala, na Austrália Meridional, para acabarem o curso. A escola passou os meses seguintes a preparar a base para ser entregue a elementos da Força Aérea das Índias Orientais Holandesas, antes de ser dissolvida no dia 25 de Julho de 1945.